# Kungskobra

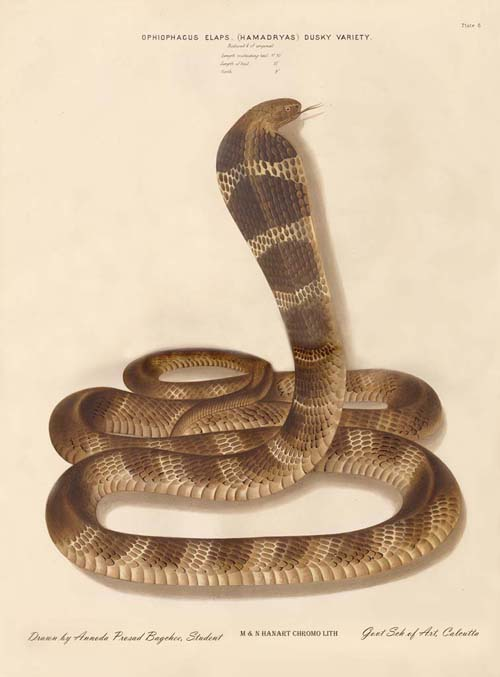
En vuxen kungskobra

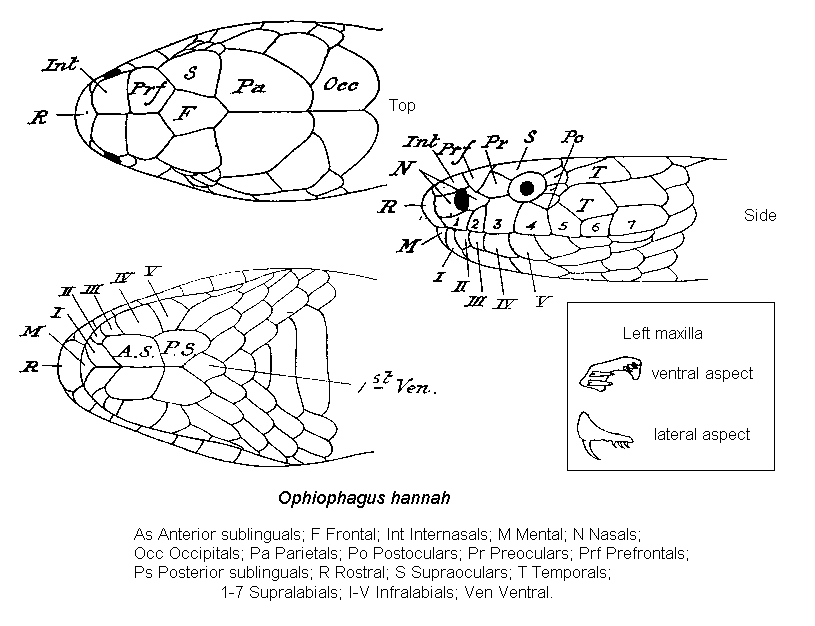
Kongskobran i genomskärning

Kungskobra (Ophiophagus hannah) är världens största giftorm och kan bli upp till 6 meter lång och 3 decimeter bred vid halsen. Eftersom de i allmänhet är slanka väger de sällan mer än 9 kilo. Kungskobrans gift är ett neurotoxin som, på grund av de stora mängder ormen kan producera, kan döda en fullvuxen elefant. Risken att dö vid ett bett är 75 procent.

## Taxonomi
Kungskobran tillhör familjen giftsnokar som omfattar ungefär 200 arter. Den skiljer sig så pass mycket ifrån övriga arter i familjen att den placeras i det egna släktet Ophiophagus. Kungskobran tillhör alltså inte de äkta kobrorna (släkte Naja), utan är närmare släkt med mambor . Arten beskrevs vetenskapligt första gången 1836 av Theodore Edward Cantor men det var Albert Günther som 1864 placerade arten i dess nuvarande släkte. Det vetenskapliga släktnamnet Ophiophagus betyder ormätare på klassisk grekiska vilket refererar till att kungskobran tar andra ormar som byte.

## Utseende
En vuxen kungskobra är brun med ljusa ränder, medan de unga ormarna är svarta med ljusa fläckar. Hanarna är längre och väger mer än honorna, vilket är ovanligt då hanarna inom de flesta ormarter är mindre än honorna. Kungskobran kan resa en tredjedel av sin kropp från marken vilket innebär att den i vissa fall blir högre än en människa. Liksom andra ormar med namnet kobra, kan även kungskobran breda ut sin hals och på så sätt få den kännetecknande skölden. Ibland kan huvudet vara upplyft 1,5–2 meter över marken.

## Utbredning
Kungskobror förekommer till stor del på det sydostasiatiska fastlandet, i exempelvis tätbevuxna skogar i Indien, Filippinerna och Indonesien.

## Ekologi
Kungskobran lever främst i tätbevuxna skogsbiotoper. Den är en utmärkt simmare och lever framförallt i områden med mycket sjöar och floder. Om kungskobran möter rovdjur som är immuna mot dess gift, exempelvis manguster, försöker kobran i allmänhet att fly. Om den misslyckas breder den ut sina övre revben, formar den typiska kobraskölden och ger ifrån sig ett högt väsande ljud. Ormens medellivslängd är omkring 20 år.

### Föda
Kungskobrans föda består i huvudsak av andra ormar, som till exempel bandad krait och glasögonorm. Kannibalism är inte ovanligt. När det är ont om mat livnär den sig även på andra ryggradsdjur som ödlor. Efter en stor måltid klarar sig kungskobran utan mat i flera månader tack vare en låg ämnesomsättning.
Liksom andra ormar luktar kungskobran med sin kluvna tunga, vilken fångar upp doftpartiklar och sänder dessa till en särskild receptor (Jacobsons organ) i gommen. När den uppfattat doften av ett byte fortsätter den att fladdra med tungan för att bestämma riktningen mot bytet. Efter att ha förgiftat bytet sväljer kungskobran det helt, men i omgångar och giftet hjälper att bryta ned födan.

### Gift
Kungskobrans gift, som till största delen består av proteiner och peptider, produceras i särskilda spottkörtlar som sitter strax bakom ormens ögon. När den biter sitt byte pressas giftet genom ormens 8–10 millimeter långa gifttänder och in i såret. Trots att giftet är mindre toxiskt än många andra giftormars, är det farligt på grund av den stora mängden gift som ormen kan producera. Giftet kan döda en fullvuxen asiatisk elefant på 3 timmar.
Kungskobrans gift angriper offrets nervsystem och orsakar snabbt svår värk, synrubbningar, yrsel och förlamning. Under följande minuter sker en kardiovaskulär kollaps och offret faller i koma. Strax efter inträder döden på grund av andnöd. Det finns två typer av serum för att bota förgiftning orsakad av kungskobror. Röda korset i Thailand tillverkar en sort och Central Research Institute i Indien ett annat. Båda tillverkas i små mängder och är därför svåra att få tag på.

### Fortplantning
Kungskobran sägs vara den enda ormen som bygger bo för sina ägg. Honan lägger vanligen 18–50 ägg och det tar 70–77 dagar för äggen att kläckas. Kungskobror parar sig årligen.

## Kungskobran och människan
Kungskobran är en fruktad orm, men den är i allmänhet ett skyggt djur som oftast undviker konfrontation med människor. Det finns flera mindre giftormar i Indien, som orsakar betydligt fler dödliga bett.

### Hot och status
Beståndet av kungskobror har minskat inom vissa av dess vanliga områden på grund av skogsavverkning, men trots detta har inte ormen tagits upp på Internationella naturvårdsunionens lista över utrotningshotade djur.

### I kulturen
Kungskobran helgas i Indien som nagaraja ("Ormarnas konung").